# Championnats d'Amérique centrale et des Caraïbes d'athlétisme 2009
Les 22e Championnats d'Amérique centrale et des Caraïbes d'athlétisme ont eu lieu du 3 au 7 juillet 2009 à La Havane.

## Résultats

### Hommes
| Épreuves          | Or                                                                                        | Argent                                                                                    | Bronze                                                                     |
| ----------------- | ----------------------------------------------------------------------------------------- | ----------------------------------------------------------------------------------------- | -------------------------------------------------------------------------- |
| 100 m             | Emmanuel Callander (TRI) 10.08 s PB                                                       | Lerone Clarke (JAM) 10.08 s PB                                                            | Andrew Hinds (BAR) 10.12 s                                                 |
| 200 m             | Nickel Ashmeade (JAM) 20.54 s                                                             | Rondell Sorrillo (TRI) 20.72 s                                                            | Ramone McKenzie (JAM) 20.74 s                                              |
| 400 m             | William Collazo (CUB) 44.96 s                                                             | Dane Hyatt (JAM) 45.57                                                                    | Arismendy Peguero (DOM) 45.62 s                                            |
| 800 m             | Yeimer López (CUB) 1:45.56 min                                                            | Andy González (CUB) 1:46.62 min                                                           | Gavyn Nero (TRI) 1:47.51 min                                               |
| 1 500 m           | Eduar Villanueva (VEN) 3:42.23 min                                                        | Maury Surel Castillo (CUB) 3:42.49 min                                                    | José Rivera (PUR) 3:42.86 min                                              |
| 5 000 m           | José Alberto Sánchez (CUB) 14:23.73 min                                                   | Teodoro Vega (MEX) 14:28.06 min                                                           | Denides Vélez (PUR) 14:32.92 min                                           |
| 10 000 m          | Liván Luque (CUB) 29:55.16 min                                                            | Henry Jaens (CUB) 30:08.76 min                                                            | Teodoro Vega (MEX) 30:13.21 min                                            |
| 110 m haies       | Dayron Robles (CUB) 13.18 s                                                               | Ryan Brathwaite (BAR) 13.31 s                                                             | Dayron Capetillo (CUB) 13.39 s                                             |
| 400 m haies       | Javier Culson (PUR) 48.51 s                                                               | Félix Sánchez (DOM) 48.85 s                                                               | Jehue Gordon (TRI) 49.45 s                                                 |
| 3 000 m steeple   | José Alberto Sánchez (CUB) 8:30.08 min                                                    | José Gregorio Peña (VEN) 8:51.03 min                                                      | Osmany Calzado (CUB) 8:54.15 min                                           |
| 4 x 100 m         | Trinité-et-Tobago Rondell Sorrillo Emmanuel Callander Jovon Toppin Keston Bledman 38.73 s | Jamaïque Lerone Clarke Kwayne Fisher Rasheed Dwyer Rayon Lawrence 39.31 s                 | Bahamas Adrian Griffith Derrick Atkins Rodney Greene Karlton Rolle 39.45 s |
| 4 x 400 m         | Cuba William Collazo Yeimer López Omar Cisneros Noel Ruíz 3:03.26 min                     | République dominicaine Félix Sánchez Arismendy Peguero Ramón Frías Yoel Tapia 3:03.30 min | Jamaïque Dane Hyatt Marvin Essor Leford Green Oral Thompson 3:04.09 min    |
| 20 km marche      | Walter Sandoval (ESA) 1:33:10 min                                                         | Allan Segura (CRC) 1:34:58 min                                                            | Yosley Soto (PUR) 1:36:19 min                                              |
| Saut en hauteur   | Wanner Miller (COL) 2.19 m                                                                | James Grayman (ATG) 2.19 m                                                                | Yordano Glemaud (CUB) 2.16 m                                               |
| Saut à la perche  | David Díaz (PUR) 5.00 m                                                                   | Natanael Semeis (DOM) 4.80 m                                                              | César González (VEN) 4.80 m                                                |
| Saut en longueur  | Osbourne Moxey (BAH) 7.96 m                                                               | Carlos Morgan (CAY) 7.87 m                                                                | Rudon Bastian (BAH) 7.57 m                                                 |
| Triple saut       | Alexis Copello (CUB) 17.33 m                                                              | Yoandri Betanzos (CUB) 17.24 m                                                            | Chris Hercules (TRI) 15.91 m                                               |
| Lancer du poids   | Carlos Véliz (CUB) 20.10 m                                                                | Reinaldo Proenza (CUB) 18.81 m                                                            | Yojer Medina (VEN) 17.05 m                                                 |
| Lancer du disque  | Jorge Fernández (CUB) 61.79 m                                                             | Yunior Lastre (CUB) 59.80 m                                                               | Jason Morgan (JAM) 57.47 m                                                 |
| Lancer du marteau | Roberto Janet (CUB) 73.80 m                                                               | Noleisis Bicet (CUB) 72.46 m                                                              | Raúl Rivera (GUA) 66.02 m                                                  |
| Lancer du javelot | Guillermo Martínez (CUB) 82.16 m                                                          | Dayron Márquez (COL) 78.91 m                                                              | Arley Ibargüen (COL) 75.16 m                                               |
| Décathlon         | Leonel Suárez (CUB) 8654 pts                                                              | Yunior Díaz (CUB) 8013 pts                                                                | Claston Bernard (JAM) 7698 pts                                             |

### Femmes
| Épreuves          | Or                                                                                              | Argent                                                                                 | Bronze                                                                                 |
| ----------------- | ----------------------------------------------------------------------------------------------- | -------------------------------------------------------------------------------------- | -------------------------------------------------------------------------------------- |
| 100 m             | Tahesia Harrigan (IVB) 11.21 s                                                                  | Semoy Hackett (TRI) 11.35 s                                                            | Carol Rodríguez (PUR) 11.38 s                                                          |
| 200 m             | Virgil Hodge (SKN) 23.41 s                                                                      | Roxana Díaz (CUB) 23.56 s                                                              | Reyare Thomas (TRI) 23.61 s                                                            |
| 400 m             | Indira Terrero (CUB) 51.64 s                                                                    | Norma González (COL) 51.90 s                                                           | Daysurami Bonne (CUB) 52.31 s                                                          |
| 800 m             | Zulia Calatayud (CUB) 2:01.63 min                                                               | Pilar McShine (TRI) 2:02.79 min                                                        | Diosmely Peña (CUB) 2:03.87 min                                                        |
| 1 500 m           | Yadira Bataille (CUB) 4:23.82 min                                                               | Anayelli Navarro (MEX) 4:25.82 min                                                     | María Osorio (VEN) 4:29.83 min                                                         |
| 5 000 m           | Yudisleivis Castillo (CUB) 16:03.68 min                                                         | Yudisleivis Fuentes (CUB) 16:08.63 min                                                 | Anayelli Navarro (MEX) 16:24.15 min                                                    |
| 10 000 m          | Yudisleivis Castillo (CUB) 33:50.68 min                                                         | Dailín Belmonte (CUB) 36:40.32 min                                                     | — —                                                                                    |
| 100 m haies       | Anay Tejeda (CUB) 12.95 s                                                                       | Aleesha Barber (TRI) 13.12 s                                                           | Tony Doyley (JAM) 13.13 s                                                              |
| 400 m haies       | Nickiesha Wilson (JAM) 56.95 s                                                                  | Yadisleidy Pedroso (CUB) 57.73 s                                                       | Nikita Tracey (JAM) 58.14 s                                                            |
| 3 000 m steeple   | Angela Figueroa (COL) 10:03.44 min                                                              | Milena Pérez (CUB) 10:12.96 min                                                        | Yoslín Ocampo (CUB) 10:22.35 min                                                       |
| 4 x 100 m         | Saint-Christophe-et-Niévès Tanika Liburd Meritzer Williams Tameka Williams Virgil Hodge 43.53 s | Colombie Yomara Hinestroza Felipa Palacios Darlenis Obregón Norma González 43.67 s     | Trinité-et-Tobago Sasha Springer Semoy Hackett Reyare Thomas Ayanna Hutchinson 43.75 s |
| 4 x 400 m         | Cuba Roxana Díaz Daysurami Bonne Susana Clement Indira Terrero 3:29.94 min                      | Jamaïque Sonita Sutherland Anastasia Le-Roy Nickiesha Wilson Nikita Tracey 3:34.02 min | Trinité-et-Tobago Karla Hope Aleesha Barber Melissa DeLeon Natalie Dixon 3:35.18 min   |
| 10 km marche      | Yanelis Conte (CUB) 46:46 min                                                                   | Leisis Rodríguez (CUB) 47:42 min                                                       | Cristina López (ESA) 49:30 min                                                         |
| Saut en hauteur   | Levern Spencer (LCA) 1.91 m                                                                     | Sheree Francis (JAM) 1.88 m                                                            | Lesyaní Mayor (CUB) 1.76 m                                                             |
| Saut à la perche  | Yarisley Silva (CUB) 4.40 m                                                                     | Daylis Caballero (CUB) 4.10 m                                                          | — —                                                                                    |
| Saut en longueur  | Shara Proctor (AIA) 6.61 m                                                                      | Rhonda Watkins (TRI) 6.47 m                                                            | Tanika Liburd (SKN) 6.42 m                                                             |
| Triple saut       | Yargelis Savigne (CUB) 14.97 m                                                                  | Mabel Gay (CUB) 14.48 m                                                                | Kimberly Williams (JAM) 13.78 m                                                        |
| Lancer du poids   | Misleydis González (CUB) 19.13 m                                                                | Yaniuvis López (CUB) 18.81 m PB                                                        | Cleopatra Borel-Brown (TRI) 17.98 m                                                    |
| Lancer du disque  | Yarelis Barrios (CUB) 62.10 m                                                                   | Yarisley Collado (CUB) 61.33 m                                                         | María Cubillán (VEN) 55.57 m                                                           |
| Lancer du marteau | Arasay Thondike (CUB) 71.32 m                                                                   | Rosa Rodríguez (VEN) 69.06 m                                                           | Johana Moreno (COL) 67.66 m                                                            |
| Lancer du javelot | Yainelis Ribeaux (CUB) 61.28 m                                                                  | Osleidys Menéndez (CUB) 59.68 m                                                        | Laverne Eve (BAH) 58.69 m                                                              |
| Heptathlon        | Gretchen Quintana (CUB) 5710 pts                                                                | Yariadmis Argüelles (CUB) 5669 pts                                                     | Shianne Smith (BER) 4988 pts                                                           |

## Tableau des médailles
| Rang | Nation                     | Or | Argent | Bronze | Total |
| ---- | -------------------------- | -- | ------ | ------ | ----- |
| 1    | Cuba                       | 27 | 19     | 7      | 53    |
| 2=   | Jamaïque                   | 2  | 5      | 7      | 14    |
| 2=   | Trinité-et-Tobago          | 2  | 5      | 7      | 14    |
| 4    | Colombie                   | 2  | 3      | 2      | 7     |
| 5    | Porto Rico                 | 2  | 0      | 4      | 6     |
| 6    | Saint-Christophe-et-Niévès | 2  | 0      | 1      | 3     |
| 7    | Venezuela                  | 1  | 2      | 4      | 7     |
| 8    | Salvador                   | 1  | 0      | 1      | 2     |
| 9    | Bahamas                    | 1  | 0      | 3      | 4     |
| 10=  | Anguilla                   | 1  | 0      | 0      | 1     |
| 10=  | Îles Vierges britanniques  | 1  | 0      | 0      | 1     |
| 10=  | Sainte-Lucie               | 1  | 0      | 0      | 1     |
| 13   | République dominicaine     | 0  | 3      | 1      | 4     |
| 14   | Mexique                    | 0  | 2      | 2      | 4     |
| 15   | Barbade                    | 0  | 1      | 1      | 2     |
| 16=  | Costa Rica                 | 0  | 1      | 0      | 1     |
| 16=  | Antigua-et-Barbuda         | 0  | 1      | 0      | 1     |
| 16=  | Îles Caïmans               | 0  | 1      | 0      | 1     |
| 19=  | Guatemala                  | 0  | 0      | 1      | 1     |
| 19=  | Bermudes                   | 0  | 0      | 1      | 1     |